# Zagajski Vrh
Zagajski Vrh este o localitate din comuna Gornja Radgona, Slovenia, cu o populație de 141 de locuitori.